# Nicolai Simon
Nicolai Simon (Malsch, 3 gennaio 1987) è un ex cestista tedesco.